# İtitala
İtitala è un comune dell'Azerbaigian situato nel distretto di Balakən. Conta una popolazione di 2 115 abitanti.